# Владимир Церић
Владимир Церић (Куманово, 6. фебруар 1914 — Београд, 11. септембар 1974) био је друштвено-политички радник Социјалистичке Републике Србије.

## Биографија
Рођен је 6. фебруара 1914. у Куманову. Правни факултет завршио је 1937. у Суботици, након чега је радио као судски приправник.
Учествовао је у Априлском рату 1941. када је као војник Југословенске војске заробљен и одведен у Краљевину Италију, а касније је пребачен у Немачку. У заробљеништву је активно радио за Народноослободилачки покрет (НОП). Члан Комунистичке партије Југославије (КПЈ) постао је 1946. године.
После ослобођења Југославије налазио се на разним одговорним политичким и државним функцијама. Био је најпре у Председништву Министарског савета Демократске Федеративне Југославије, па потом у Председништву Владе ФНРЈ, где се налазио на дужности начелника Привредно-координационог одељења. У Савезном заводу за привредно планирање обављао је функцију помоћника директора Главне управе за план и помоћник генералног секретара Првредног савета Владе ФНРЈ. У Савезном извршном већу (СИВ) налазио се на функцијама — помоћника секретара у Секретаријату за опште привредне послове, помоћника савезног секретара, државног подсекретара у Секретаријату за финансије и заменика савезног секретара за финансије, од 1965 године.
Од почетка 1972. налазио се на дужности гувернера Народне банке Србије. 
Умро је 11. септембра 1974. у Београду, а сахрањен је у Алеји заслужних грађана на Новом гробљу.
Одликован је Орденом рада првог и трећег реда и Орденом Републике са сребрним венцем.